# Tithonia hondurensis
Tithonia hondurensis là một loài thực vật có hoa trong họ Cúc. Loài này được La Duke miêu tả khoa học đầu tiên năm 1982.